# Бруклін 9-9
«Бруклін 9-9» (англ. Brooklyn Nine-Nine) — американський серіал, створений Деніелом Ґуром і Майклом Шуром. Прем'єра серіалу відбулася 17 вересня 2013 року на телеканалі «Fox». «Бруклін 9-9» був добре прийнятий американською телепресою і удостоєний двох премій «Золотий глобус» 2014 р.: «Найкращий комедійний телесеріал» і «Найкраща чоловіча роль у комедійному телесеріалі» (Енді Семберґ).
П'ятий сезон серіалу йшов із 26 вересня 2017 року по 20 травня 2018 року. Після п'яти сезонів телеканал «Fox» скасував серіал. Наступного дня після скасування, «NBC» отримав права на знімання шостого сезону, який дебютував на каналі 10 січня 2019 року. 27 лютого 2019 квітня «NBC» продовжив телесеріал на сьомий сезон, прем'єра якого відбулась 6 лютого 2020 року. У листопаді 2019 року серіал було продовжено на 8 сезон, показ якого мав відбутися наприкінці 2020 року, проте через пандемію ковіду відбувся 12 серпня 2021 року.

## Сюжет
Сюжет серіалу розгортається у вигаданому 99 відділку поліції в боро Нью-Йорку Брукліні, де команду детективів очолює надзвичайно серйозний щойнопризначений шеф відділку капітан Реймонд Голт (Андре Брауер). Серед головних героїв серіалу: Джейк Перальта (Енді Семберґ) — талановитий, але надто жартівливий; Емі Сантьяґо (Мелісса Фумеро) — скрупульозна і зануда; Чарльз Бойл (Джо Ло Тругліо) — дивакуватий та закоханий у гастрономію; Роза Діаз (Стефані Беатріс) — містична та запальна. Детективи звітують сержанту Тері Джеффордсу (Террі Крюс) — який відзначається надмірною прив'язаністю до своєї сім'ї та небажанням повернутися до активної поліційної роботи через страх померти під час виконання своїх службових обов'язків. Майже усі події розгортаються у Брукліні або Нью-Йорку та залучають більшість із особового складу відділку.

## У ролях

### Основний склад
- Енді Семберґ — детектив Джейкоб «Джейк» Перальта
- Стефані Беатріс — детектив Роза Діаз
- Террі Крюс — детектив-сержант Терренс «Террі» Джеффордс
- Мелісса Фумеро — детектив Емі Сантьяґо
- Джо Ло Тругліо — детектив Чарльз Бойл
- Челсі Перетті — адміністратор Реджина «Джина» Лінетті
- Андре Брауер — капітан Реймонд Джейкоб «Рей» Голт
- Дірк Блокер — детектив третього ступеня Майкл Гічкок
- Джоель МакКіннон Міллер — детектив Норман «Норм» Скаллі
- Нісі Неш — Деббі Холт

## Виробництво
8 травня 2013 телеканал Fox замовив 13 епізодів серіалу. 18 жовтня 2013 року серіал був продовжений на повний сезон (17 вересня 2013 — 25 березня 2014). 7 березня 2014 серіал був продовжений на другий сезон (28 вересня 2014 — 17 травня 2015). Третій сезон йшов з 27 вересня 2015 р. до 19 квітня 2016 року. За місяць, 24 березня 2016, телеканал Fox оголосив про знімання четвертого сезону серіалу. Перший епізод п'ятого сезону вийшов в ефір 26 вересня 2017 року, останній — 20 травня 2018 року. Перед початком шостого сезону (2019 рік) «Бруклін 9-9» має 112 серій.
Будівля показаної в серіалі вигаданої 99-ї поліційної дільниці, службові автомобілі тощо належать справжній дільниці № 78 поліції міста Нью-Йорк, що розташована на розі Шостої авеню і Берген-стріт, неподалік від спортивної арени Барклайс-центр у Брукліні.

## Епізоди
| Сезон | Епізоди | Прем'єра        | Фінал           |
| ----- | ------- | --------------- | --------------- |
| 1     | 22      | 17 вересня 2013 | 25 березня 2014 |
| 2     | 23      | 28 вересня 2014 | 17 травня 2015  |
| 3     | 23      | 27 вересня 2015 | 19 квітня 2016  |
| 4     | 22      | 20 вересня 2016 | 23 травня 2017  |
| 5     | 22      | 26 вересня 2017 | 20 травня 2018  |
| 6     | 18      | 10 січня 2019   | 16 травня 2019  |
| 7     | 13      | 6 лютого 2020   | 23 квітня 2020  |
| 8     | 10      | 12 серпня 2021  | 16 вересня 2021 |

## Відгуки критиків
«Бруклін 9-9» отримав переважно позитивні відгуки кінокритиків. На жовтень 2013 року серіал тримав рейтинг 90 % «свіжості» на Rotten Tomatoes. На Metacritic серіал отримав 69 з 100, ґрунтуючись на 33 «загалом позитивних» рецензіях. На грудень 2018: Rotten Tomatoes — 95 % (сезони 2, 4, 5 — 100 % «свіжості»); Metacritic — 70 зі 100 (34 рецензії).

## Нагороди та номінації
| Нагорода                          | Дата церемонії | Номінація                                                             | Номінант        |
| --------------------------------- | -------------- | --------------------------------------------------------------------- | --------------- |
| American Comedy Awards            | 8 травня 2014  | Комедійний серіал                                                     | Бруклін 9-9     |
| American Comedy Awards            | 8 травня 2014  | Комедійний актор — TV                                                 | Енді Семберґ    |
| American Comedy Awards            | 8 травня 2014  | Комедійна актриса другого плану — TV                                  | Челсі Перетті   |
| Critics' Choice Television Awards | 19 червня 2014 | Найкращий актор другого плану в комедійному серіалі                   | Андре Брауер    |
| GLAAD Media Awards                | 12 квітня 2014 | Найкращий комедійний серіал                                           | Бруклін 9-9     |
| Золотий глобус                    | 12 січня, 2014 | Найкращий актор в комедійному або музичному TV серіалі                | Енді Семберґ    |
| Золотий глобус                    | 12 січня, 2014 | Найкращий комедійний або музичний TV серіал                           | Бруклін 9-9     |
| People's Choice Awards            | 8 січня 2014   | Улюблений актор в новому TV серіалі                                   | Енді Семберґ    |
| NAACP Image Award                 | 22 лютого 2014 | Найкращий актор в комедійному серіалі                                 | Андре Брауер    |
| Satellite Awards                  | 23 лютого 2014 | Найкращий актор в комедійному або музичному TV серіалі                | Андре Брауер    |
| Imagen Awards                     | 1 серпня 2014  | Комедійна актриса другого плану — TV                                  | Стефані Беатріс |
| Creative Arts Emmy Awards         | 16 серпня 2014 | Outstanding Stunt Coordination for a Comedy Series or Variety Program | Бруклін 9-9     |
| EWwy Award                        | 18 серпня 2014 | Найкращий комедійний серіал                                           | Бруклін 9-9     |
| EWwy Award                        | 18 серпня 2014 | Найкращий комедійний актор                                            | Енді Семберґ    |
| Прайм-тайм премія «Еммі»          | 25 серпня 2014 | Найкращий актор другого плану в комедійному серіалі                   | Андре Брауер    |